# Eriphiidae
Eriphiidae (лат.) — небольшое семейство крабов из подсекции Heterotremata, выделяемое в надсемейство Eriphioidea. Семейство содержит 2 современных рода.

## Описание
Карапакс субквадратный, дорсально выпуклый. Орбиты полностью закрыты; усики расположены на некотором расстоянии от орбит и антеннул, жгутик вставлен в заметную расщелину на внешней части лобного края. Переднебоковые края шиповидные, без хорошо заметных долей или зубцов. Эндостомиальные гребни отчётливые, достигают передней границы буккальной полости. Мерус третьих максиллипед целый по внешнему краю. Хелипеды неравные, слабо различаются; большая клешня с базальным дробящим моляриформным зубом; меньшая клешня без заметно удлинённых пальцев. Стернум узкий, никогда заметно не расширен. Брюшко самца со всеми сегментами свободное. Генитальные отверстия самцов коксальные; генитальные отверстия самок стернальные. Первый гонопод самца длинный, прямой или слабо изогнутый. Второй гонопод такой же длины, как первый; дистальная часть отчётливо короче субдистальной; дистальная часть не сужается резко и не становится очень тонкой.

## Классификация
Семейство содержит 2 современных рода.
- Eriphia Latreille, 1817
  - Eriphia ferox Koh & Ng, 2008[5]
  - Eriphia gonagra (Fabricius, 1781)
  - Eriphia granulosa A. Milne-Edwards, 1880
  - Eriphia scabricula Dana, 1852
  - Eriphia sebana (Shaw & Nodder, 1803)
  - Eriphia smithii MacLeay, 1838
  - Eriphia squamata Stimpson, 1859
  - Eriphia verrucosa (Forskål, 1775)
- Eriphides Rathbun, 1897
  - Eriphides hispida (Stimpson, 1860)